# 테마 마케도니아
테마 마케도니아는 9세기경 세워진 동로마 제국의 테마이다.
주도는 아드리아노폴리스이다.

## 역사
마케도니아 테마는 7세기 마케도니아 교구의 마케도니아 속주가 슬라브족의 발칸반도 침공으로 인해 폐지된 뒤,
789년 (혹은797년) 그리고 801~802년 당시 로마 제국의 여황제였던 이레네에 의해 만들어진 테마이다.